# Капала

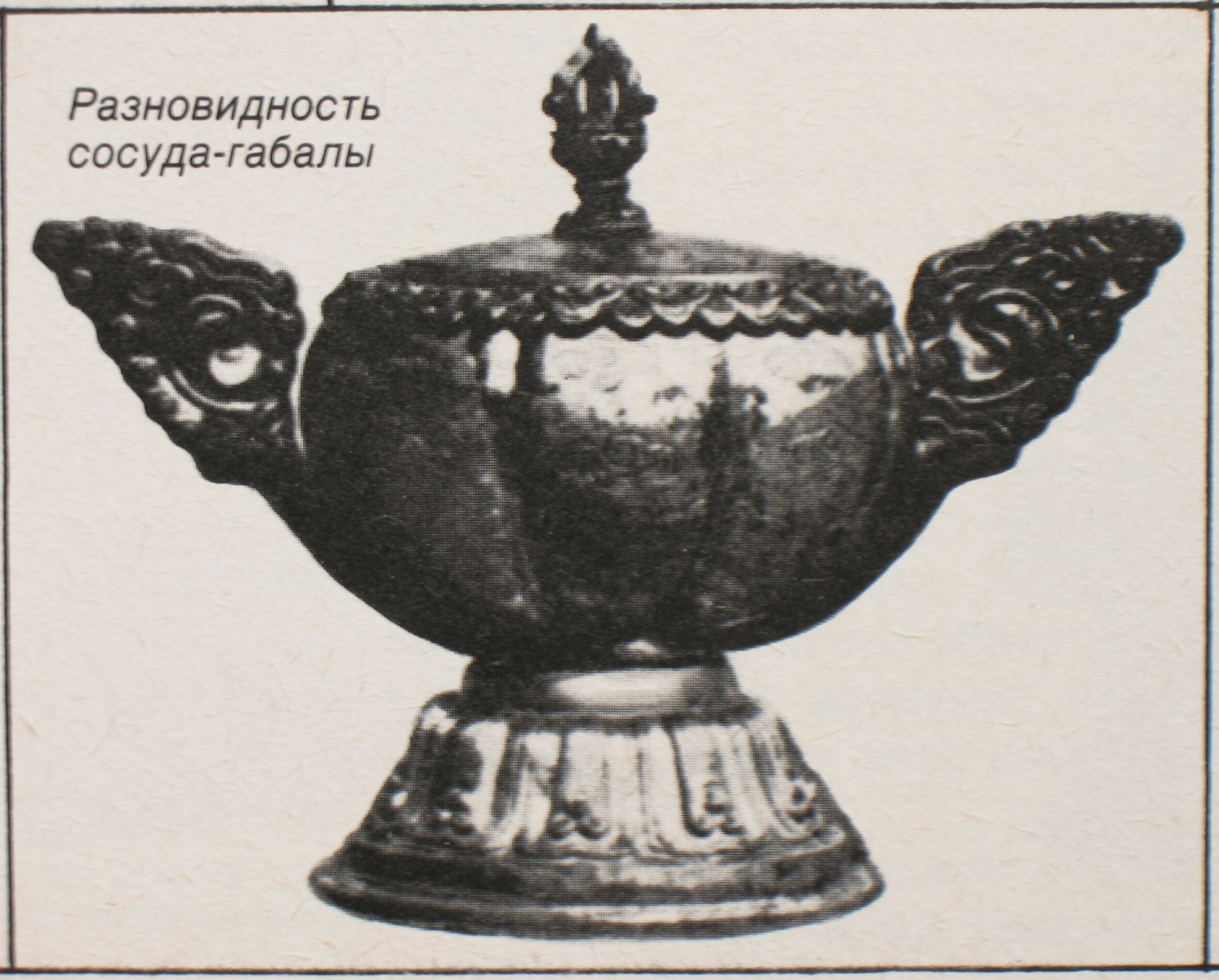
Чаша

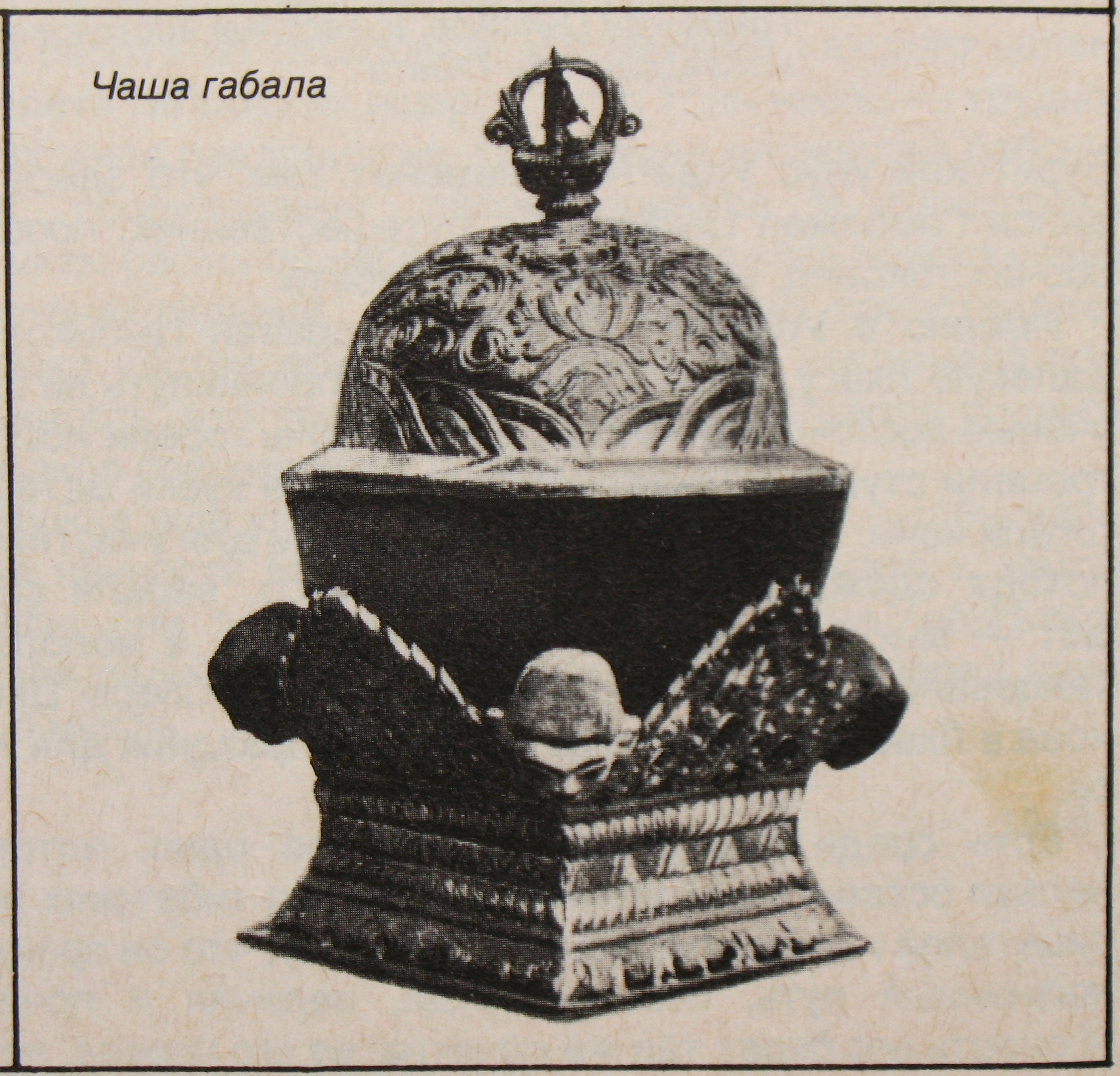
Сосуд

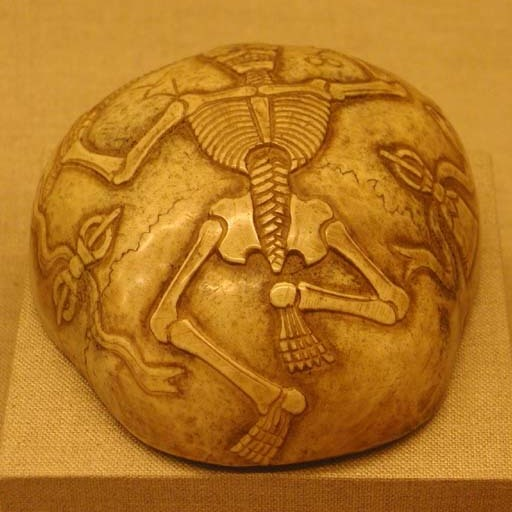
Тибетская резная капала

Капала либо габала (санскр. कपाल IAST: kapāla, тиб. ཀ་པ་ལ — «череп, чаша») — сосуд, сделанный из верхней части человеческого черепа, используемый для ритуальных целей как в индуистской, так и в буддистской тантре. В Тибете они зачастую богато украшались золотом и драгоценными камнями.

## Тибетские божества
Многие идамы в тибетском буддизме, а также махасиддхи, дакини и стражи Учения изображаются с капалой, как правило, в левой руке. Некоторые божества, такие как индуистская Чиннамаста или буддийская Ваджрайогини, изображаются пьющими кровь из капалы.

## Капалика
В индуистской культуре "капалика"! означает "носитель чаши-черепа, поклоняющийся Кали или Шиве" (речь идёт о школах или сектах индуизма и тантры). Капалики ссылаются на клятву бога Бхайравы принять "обет капалы"..

## В литературе
В известном романе бенгальского писателя Бенкима Чандра Чаттерджи «Капала Кундала» рассказывается о тайне, окружающей капалик. Повествование в романе идёт о девушке, воспитанной капаликом в полной изоляции от цивилизованного мира. Этот капалик, Агора Ганта, — злой человек, и Капала стала его помощником. Капала должна стать такой же отвратительной, как и её наставник. Несмотря на то, что Капалу воспитывают в атмосфере зла, она изображена как олицетворение человеческой любви и доброты. Захватывающей книгой является популярная адаптация романа для детей под тем же названием, в которой опущены некоторые событий и персонажи из оригинального текста.